# حراسة البوابات الإعلامية (اتصال)
حراسة البوابات الإعلامية هي العملية التي من خلالها يتم تصفية المعلومات لإعلانها، سواء بالنشر أو الإذاعة أو الإنترنت أو من خلال أية وسيلة اتصال أخرى. ويتم استخدام النظرية الأكاديمية لحراسة البوابات الإعلامية في العديد من مجالات الدراسة، ومنها دراسات الاتصالات والصحافة والعلوم السياسية وعلم الاجتماع. وقد ركزت النظرية في الأصل على وسائل الإعلام التي تتسم بديناميكية قليلة إلى كثيرة، ولكنها تركز الآن على معالجة الاتصال المباشر أيضًا، فضلاً عن العديد من العوامل الديناميكية المتأصلة في شبكة الإنترنت. وقد تم طرح النظرية للمرة الأولى على يد عالم النفس الاجتماعي كورت ليفين في عام 1943. وتحدث حراسة البوابات الإعلامية على جميع مستويات هيكل وسائل الإعلام - بدءًا من اتخاذ المراسل القرار فيما يتعلق باختيار المصادر التي سيتم إدراجها في خبر ما، ومرورًا باتخاذ المحررين القرار فيما يتعلق بماهية الأخبار التي سيتم طباعتها أو تغطيتها، وتتضمن مالكي وسائل الإعلام والمعلنين أيضًا. كما قد يقوم الأفراد بدور في حراسة البوابات الإعلامية، عن طريق البت في المعلومات التي سيتم إدراجها في البريد الإلكتروني أو في مدونة، على سبيل المثال.

## التعريف
وفقًا لـ باميلا شوماكر وتيم فوس، فإن حراسة البوابات الإعلامية «هي عملية اختيار عدد لا يحصى من المعلومات وصياغتها في عدد محدود من الرسائل تصل إلى الناس كل يوم، وهذا هو محور دور الإعلام في الحياة العامة الحديثة. […] لا تحدد هذه العملية المعلومات التي يتم اختيارها فقط، ولكن أيضًا المحتوى وطبيعة الرسائل مثل الأخبار التي ستتم إذاعتها.» 
"1) عند ممارسة وظيفة "المراقبة"، يكون لدى كل وكالة إخبارية عدد كبير جدًا من الأخبار التي يجذب انتباهنا إليها الصحفيون يوميًا، فضلاً عن وكالات الأنباء ومجموعة متنوعة من مصادر أخرى.
2) نظرًا لعدد من الاعتبارات العملية، لا يوجد سوى مقدار محدود من الوقت أو المساحة المتوفرة في أي وسيلة إعلام يتم استخدامها في عروضها اليومية من الأخبار التي تقدمها إلى جمهورها. وما تبقى من المساحة يجب أن يخصص للإعلان وغيره من المحتوى.
3) في داخل أي مؤسسة إخبارية يوجد منظور إخباري، وثقافة داخلية تتضمن مجموعة معقدة من المعايير للحكم على قصة إخبارية معينة - معايير تستند إلى الاحتياجات الاقتصادية للوسيلة الإعلامية، فضلاً عن السياسة التنظيمية، وتعريفات تتعلق بالأهمية الإخبارية، ومفاهيم خاصة بطبيعة الجمهور المعني، والمعتقدات حول واجبات السلطة الرابعة للصحفيين.
4) يستخدم هذا المنظور الإخباري ومعاييره المعقدة كل من المحررين ومديري الأخبار وغيرهم من الموظفين الذي يحددون عدد الأخبار المحدود لعرضها على الجمهور، وترميزها بطرق تلبي متطلبات وسيلة الإعلام وأذواق الجمهور.
5) لذلك يصبح الموظفون في المؤسسات الإخبارية حارسي بوابات إعلامية، حيث يسمحون بمرور بعض الأخبار ويمنعون أخرى، وبالتالي يتم تقييد ومراقبة وتشكيل معرفة العامة بحقيقة الحدث الذي يقع بالفعل.";

## معلومات تاريخية
وقد تم تناول نظرية حراسة البوابات الإعلامية في الدراسات بوصفها عملية إخبارية في وقت مبكر منذ عام 1922، على الرغم من أنها لم تكن قد أعطيت بعد اسم نظرية رسمية. وفي كتابه «الصحافة المهاجرة» (The Immigrant Press)، يوضح بارك هذه العملية قائلاً «من بين جميع الأحداث التي تقع ويسجلها المراسلون والصحفيون ووكالات الأنباء يوميًا، يختار المحرر بعض الأخبار التي يعتبرها أكثر أهمية أو أكثر إثارة للاهتمام من غيرها للنشر. وما يتبقى يكون مصيره إلى النسيان وسلة المهملات. فهناك كمية هائلة من الأخبار» يتم إهمالها«كل يوم» (ص 328).
ورسميًا، تم تعريف نظرية حراسة البوابات الإعلامية في كتاب لوين (1943) القوى وراء العادات الغذائية وطرق التغيير (Forces Behind Food Habits and Methods of Change). ومن خلال العمل أثناء الحرب العالمية الثانية، أجرى كورت لوين بحثًا ميدانيًا في البداية بين ربات البيوت في المنطقة الغربية الوسطى لتحديد الكيفية التي تغير بها نمط استهلاك أسرهم للغذاء خلال هذه الفترة من الحرب بفعالية. وقد اكتشف لوين أنه حتى ينتقل الغذاءمن متجر أو حديقة إلى مائدة الطعام، فإنه قد مر بالعديد من عمليات صنع القرار المختلفة. ففي الوقت الذي كان يعتقد الرجال أنهم يسيطرون على جميع القرارات المنزلية، وجد لوين أن «الغذاء لا يتحرك بواسطة قوة دفع خاصة به. فدخول قناة أو عدم دخولها والانتقال من قسم لآخر يتأثر بنظرية ‘حراسة البوابات الإعلامية’» (ص 37). وعادة يكون حارس البوابة الإعلامي في هذه الحالة ربة منزل، أو في بعض الأحيان الخادمة في المنازل الأكثر ثراءً. وأظهرت أبحاث لوين أنه لا يتساوى جميع أفراد العائلة عند اتخاذ القرارات الخاصة بالطعام، وأن الزوجة التي عادة ما تشتري وتعد الطعام تتحكم في هذه البوابات وفقًا لاعتبارات متنوعة. وأصبحت دراسة لوين التي نشرت عام 1943 دافعًا لكتابة مقالة أخرى عام 1947 قدم خلالها فكرة التغذية الراجعة في عملية صنع القرار داخل المجموعة، والتي تُعقد دور حارس البوابة الإعلامي. وتشير النتائج إلى أن مجموعة الاعتبارات التي يستخدمها حارس البوابة الإعلامي في صنع القرارات قد تتنوع اعتمادًا على اعتبارات المجموعة.
	وفي عام 1950، تم تطبيق نظرية حراسة البوابات الإعلامية رسميًا على الأخبار. وقد درس وايت العوامل التي يأخذها المحرر في اعتباره عند البت في أي الأخبار سوف تنشر وأيها لا ينشر. وقد اتصل وايت بمحرر، وهو رجل في منتصف الأربعينيات ويتمتع بخبرة 25 عامًا كمحرر لصحيفة صباحية توزع 30000 عدد في مدينة تقع في الغرب الأوسط عدد سكانها 100000 نسمة، ويُدعى السيد جيتس. وقد احتفظ المحرر بجميع النسخ التي رفضها من الصحيفة. وبعد مناوبته، كتب ملاحظات حول سبب رفض هذه الأخبار، على افتراض أنه لا يزال يتذكر السبب. وأراد وايت معرفة ما إذا كانت هذه القرارات شخصية تعتمد على مجموعة خبرات المحرر نفسه واتجاهاته وتوقعاته من عدمه. وجد وايت أن الرفض يمكن تصنيفه بطريقتين: 1) الرفض على أساس أنها غير جديرة بالنشر أو 2) الرفض على أساس تكرار تقارير لنفس الشيء. وهذه الاعتبارات تتوافق مع ما نسميه قواعد الأخبار اليوم. ومع ذلك، اعترف السيد جيتس بتفضيله الأخبار السياسية على غيرها من الأنواع، حيث يسعى إلى تجنب الإثارة، ولا يفضل نشر أخبار الانتحار، ويفضل بدلاً منها الأخبار التي تعتمد على السرد ولا تتضمن حقائق أو أرقامًا، كما أنه لم يكن يحب إعطاء مساحات لأخبار الفضائح التي كانت تتسبب في حدوثها الكنيسة الرومانية الكاثوليكية في ذلك الوقت.

## نموذج حراسة البوابات الإعلامية
حدد لوين العديد من أجزاء عملية حراسة البوابات الإعلامية في مقالته عام 1943. 1) تتحرك المعلومات خطوة بخطوة عبر القنوات. ويتباين عدد القنوات ومقدار الوقت في كل قناة. 2) يجب أن تمر المعلومات من «بوابة» لتنتقل من قناة للتالية، وهكذا 3) تتحكم القوى في القنوات. فقد تكون هناك قوات نفسية معارضة تسبب الصراع الذي يخلق مقاومة للحركة عبر القناة. وإضافة إلى ذلك، 4) قد يكون هناك العديد من القنوات التي تؤدي إلى نفس النتيجة النهائية. و5) قد تتحكم عوامل مختلفة في القنوات وتكون بمثابة حراس في أوقات مختلفة.

## حراسة البوابات الإعلامية فيالقرن الحادي والعشرين
بعد خمسين عامًا من دراسة وايت لحالة السيد جيتس في عام 2001، قام شوميكر وإيكولز وكيم وورجلي بدراسة القوى في حراسة بوابات الأخبار فيما يتعلق بتغطية قوانين الكونجرس. وبشكل أكثر تحديدًا، كانوا مهتمين بفرضيتين: 1) ارتباط قوة حراسة البوابات الإعلامية المعتادة لتقييم استحقاق أخبار القوانين للنشر بالكيفية التي يتم تغطية القوانين بها. و2) ارتباط قوات الصحفي الفردية (التعليم والأيديولوجية السياسية والخبرة في العمل والعرق والجنس والسلوك الانتخابي) بكيفية تناول مشروع قانون. كما أنهم تنبأوا بأن أحقية مشروع قانون بنشر أخباره سوف تكون أكثر أهمية من خصائص الصحفيين الشخصية. فالبحث حول الصحفيين (فيما يتعلق بخصائصهم الشخصية) والمحررين (لتقييم الأخبار التي تستحق النشر)، وجد شوميكر وزملاؤه أن أحقية الأخبار في النشر وحدها لها تأثير بارز على مقدار التغطية التي تعطى للقانون، وهكذا تم دعم أولى فرضياتهم وكذلك فكرة أن أحقية الأخبار للنشر تكون أكثر أهمية من الصفات الشخصية.
	وفي الوقت الذي ركزت فيه دراسة شوميكر وآخرين على غرف الأخبار التقليدية، اهتمت سينجر بالكيفية التي من خلالها تتم ترجمة حراسة البوابات الإعلامية لاستخدام الصحف التقليدية لأدوات الإنترنت. في كل من الانتخابات الرئاسية لعامي 2000 و2004، درست كيف يمكن للإنترنت تغيير عملية معالجة الصحف، معتبرة أن «قوة حراس البوابات الإعلامية تبدو وكأنها تقل في مجتمع المعلومات الحديث. ويتحدى الإنترنت فكرة 'البوابة' بأكملها ويتحدى فكرة أن يتمكن الصحفيون (أو أي شخص آخر) أو ينبغي عليهم أن يحددوا ما يمر خلالها» (ص 265). وفي دراسة لتغطية عام 2004، طرحت سينجر الأسئلة البحثية التالية: 1) ما الأهداف التي وضعها محررو المواقع الإلكترونية الكبرى المرتبطة بالصحف الكبرى وما أكثر إنجازاتهم بروزًا في تغطية الحملة السياسية والانتخابات التي أجريت في عام 2004؟ 2) إلى أي مدى تخلى هؤلاء المحررون عن دور حراسة البوابة الإعلامية من خلال توفير فرص للمستخدمين لتقديم أو تخصيص المحتوى؟ وعلى نطاق أوسع، 3) بأي طريقة تم من خلالها تغيير آراء محرري المواقع الإلكترونية التابعة لكبريات الصحف منذ عام 2000؟
	وجدت سينجر أن المحتوى الذي يبدو على إصدارات الإنترنت الخاصة بالصحف يأتي في أغلبه من المحتوى الذي يظهر في الإصدار المطبوع. ومع ذلك، كان المحررون أيضًا فخورين جدًا بالأدوات التفاعلية على مواقعهم على شبكة الإنترنت التي لا يمكن أن تكون في الصحيفة. وهدف المحررين في النهاية هو إعلام الجمهور. وعلاوة على ذلك، بدأ الصحفيون في العودة خطوة إلى الوراء والتخلي عن دورهم التقليدي في حراسة البوابة الإعلامية، حيث إن العديد من المواقع الإلكترونية بها أقسام يقدم فيها الصحفيون معلومات أساسية، ويستطيع المستخدمون التحكم فيها وفقًا لاحتياجاتهم واهتماماتهم، مثل الخرائط التفاعلية وسيناريوهات الهيئة الانتخابية وأدوات بناء الاقتراع الانتخابي الذي يعتمد على الرموز البريدية. وفي عام 2000، كان المحررون يتفاخرون بمدى السرعة التي يمكنهم بها نشر النتائج ليلة الانتخابات. وبحلول عام 2004، لم تعد هذه هي القضية، فقد أصبحت ممارسة عادية في ذلك الوقت. بل كان هدفهم المعلن لدورة انتخابات عام 2008 السماح للجمهور بتوجيه التغطية.

## حراسة البوابة الإعلامية للجمهور
مع بيئة شبكة 2.0، أصبح للمستخدمين دور أكبر في إنتاج وإعادة توزيع القصص الإخبارية على شبكة الإنترنت من خلال شبكات التواصل الاجتماعي مثل تويتر وفيسبوك. وأطلق شوميكر وفوس (2011) على مثل هذه التصرفات "حراسة البوابات الإعلامية للجمهور". ووفقًا لما ذكروه (2011)، فإن حراسة الجمهور للبوابات الإعلامية هي عملية يقوم من خلالها المستخدمون "بنشر الأخبار الموجودة بالفعل والتعليق عليها" وفقًا لمعايير المستخدم الخاصة حول أهمية الخبر وأحقيته في النشر" (ص 113). وقد هيأ نون وآخرون (2013) نظرية حراسة الجمهور للبوابات الإعلامية لاستكشاف القنوات التي يستخدمها جمهور تويتر بشكل رئيسي لتصفية محتوى الأخبار ومشاركته. وينسجم مفهوم حراسة الجمهور للبوابات الإعلامية مع مناقشة جود (2009) حول الصحافة البعدية، والتي يكون دور المستخدمين بمقتضاها في إعادة معالجة ونشر المحتوى الموجود على الإنترنت قد تم التأكيد عليه بوصفه العمل الأصلي للمستخدم في إطار تغذية صحافة المواطن، بحيث تعيد تشكيل نظام الصحافة الهرمي القائم. كما وجد نون وآخرون (2013) أن الأخبار المعاد معالجتها بالمواقع ذات المحتوى الذي يصنعه المستخدم، أو وسائل التواصل الاجتماعية، من أكثر الأدوات التي يعتمدها مستخدمو تويتر مقارنة بالأخبار المباشرة التي يتم الحصول عليها من المؤسسات الإعلامية التقليدية، مؤكدًا على الدور القوي لمستخدمي الإنترنت العاديين في إعادة نشر وتوزيع الأخبار للعامة على شبكات التواصل الإلكترونية.

## نحو نظرية حراسة بوابات الشبكات
كتبت بارزيلاي-ناهون عددًا من المقالات المعاصرة حول نظريات حراسة البوابات الإعلامية بين التخصصات العلمية. وفي عام 2008، اقترحت طريقة جديدة للنظر إلى حراسة البوابات الإعلامية، ودمج تخصصات الاتصالات وعلم المعلومات ووجهات نظر الإدارة في النظرية المنقحة لحراسة البوابات الإعلامية. وركزت نظرية حراسة البوابات الإعلامية في وسائل الاتصال التقليدية على الكيفية التي نحصل بها على الأخبار، على الرغم من أن منهج بارزيلاي-ناهون ينطبق على جميع المعلومات.
كما أضافت بارزيلاي-ناهون مصطلحات جديدة وأعادت تعريف المصطلحات القديمة في إطار العمل (ص 1496–1497)
البوابة – «الدخول إلى أو الخروج من الشبكة أو أقسامها.»
حراسة البوابات الإعلامية – "عملية السيطرة على المعلومات وهي تتحرك عبر البوابة. وتشمل أنشطة مثل الاختيار والإضافة والحجب والعرض والتوجيه والتشكيل والتداول والتكرار والتوقيت والتعريب والتكامل والتجاهل واختيار المعلومات.
المرور من البوابة – «العنصر الذي تعرض لعملية حراسة البوابات الإعلامية»
آلية حراسة البوابات الإعلامية - «الأداة أو التقنية أو المنهجية المستخدمة لتنفيذ عملية حراسة البوابات الإعلامية»
حارس بوابة الشبكة – «الكيان (شخص، أو منظمة، أو حكومة) الذي لديه سلطة تقديرية لممارسة حراسة البوابة الإعلامية من خلال آلية حراسة البوابات في الشبكات، ويمكنه اختيار مدى ممارسته لهذا الحق وفقًا لموقف المرور من البوابات.»
كما تطرح هذه النظرة المحدثة إلى حراسة البوابات الإعلامية عددًا من التصنيفات من بينها أسس حراسة البوابات الإعلامية، والآليات المستخدمة في حراسة بوابات الشبكة، وأنواع سلطة حراس بوابات الشبكات.
بالإضافة إلى ذلك، تقدم بارزيلاي-ناهون تصنيفًا لما مر من البوابات. ووفقًا لنهجها، فيمكن لما مر من البوابات أن يتميز بأربع سمات رئيسية على مختلف المستويات التي تحدد الكيفية التي يمكن أن تتفاعل بها مع البوابة. وهي (ص 1501):
1. السلطة السياسية وعلاقتها بحارس البوابة الإعلامية،
2. قدرة الإنتاج الإعلامي،
3. العلاقة بحارس البوابة الإعلامية،
4. البدائل في سياق حراسة البوابات الإعلامية.

بعد ذلك، يسمح تصنيف مجموعات هذه الخصائص بتقييم التفاعلات المحتملة بين حارس البوابة الإعلامية وما مر خلالها استنادًا إلى عدد ونوع السمات التي يتميز بها الفرد. وقد كان لمناقشتها حول «ما مر من البوابة» صدى مع الجمهور الذي يمارس حراسة البوابات الإعلامية، بحيث يمكّن كل منهما مستلمي الرسالة في عملية حراسة البوابات الإعلامية.

## وصلات خارجية
- Gatekeeping: regulate the flow of information, University of Twente, the Netherlands